# Ateistisk eksistentialisme
 Der er for få eller ingen kildehenvisninger i denne artikel, hvilket er et problem. Du kan hjælpe ved at angive troværdige kilder til de påstande, som fremføres i artiklen.

Ateistisk eksistentialisme er en filosofisk skole, der udgår fra den eksistentielle filosofi, men den adskiller sig fra kristen eksistentialisme (Søren Kierkegaard, Karl Jaspers, m.fl.) ved at ikke regne med en skabende gud. Den hævder derfor, at menneskelivet ikke har nogen forudgående mening. Den ateistiske eksistentialisme baserer altså ikke sin filosofi på en guddommelig autoritet. I stedet lægger den vægt på, at mennesket selv må skabe mening og værdi i tilværelsen. Jean-Paul Sartre formulerer det sådan, at menneskets eksistens går forud for dets essens.

## Jean-Paul Sartre
Jean-Paul Sartre, som var den ateistiske eksistentialismes grundlægger og mest kendte repræsentant i årene omkring og efter Anden verdenskrig, forklarede forholdet mellem essens og eksistens ved at sammenligne med fabrikationen af en saks. Her går essensen forud for eksistensen, da mennesket har en idé – et formål – med at skabe saksen. I den ateistiske eksistentialisme er der derimod ingen skaber – og derfor intet formål (essens) med mennesket før det eksisterer.
Den ateistiske eksistentialisme står i klar kontrast til determinismen, da mennesket ifølge Sartre er "dømt til frihed", fordi der ikke findes andre forklaringer på menneskets handlinger end dets egne valg. Selvom ordet frihed i daglig tale har en særdeles positiv ladning, varierer betydningen langt mere i eksistentialistisk terminologi: Friheden er positiv, hvis individet er i stand til at erkende, at det er givet denne frihed med det formål selv at vælge og definere sin eksistens. Den er derimod negativ, hvis individet i stedet bruger sin frihed til at undgå valgene og fornægte det ansvar, der konstant hviler over ens skuldre. Så lader man tilfældigheder styre sit liv.